# Mired
Mired (kurz für englisch micro reciprocal degree) ist eine Maßeinheit für die reziproke Farbtemperatur.

## Definition

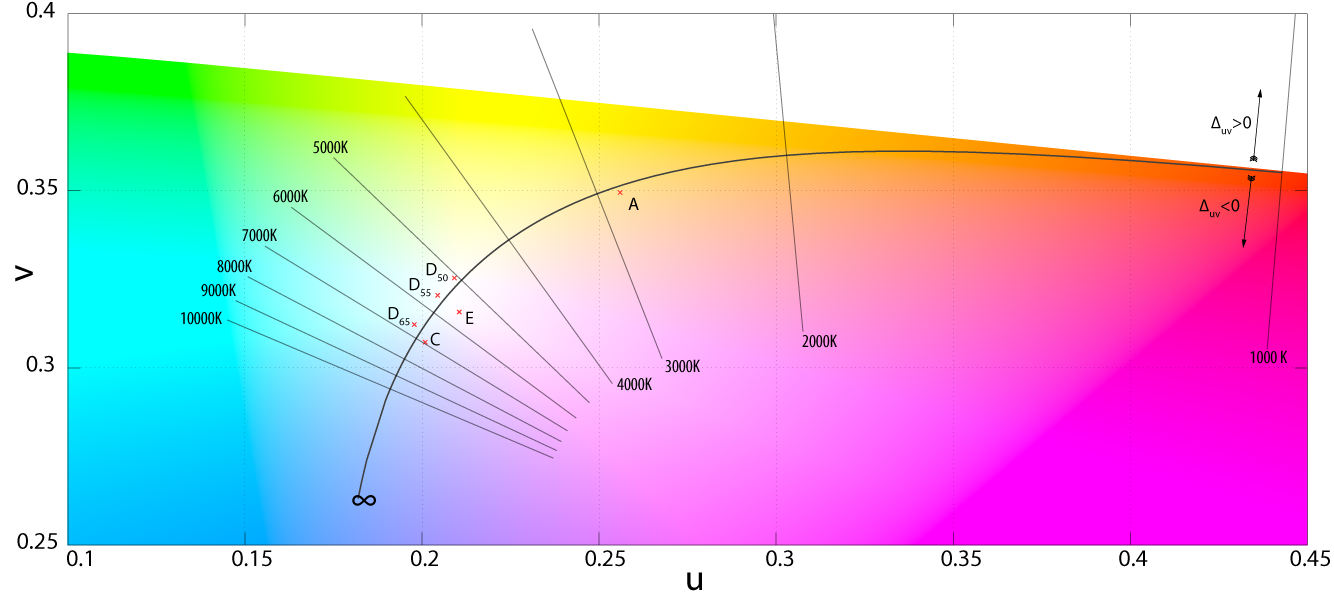
Farbtemperatur in Kelvin

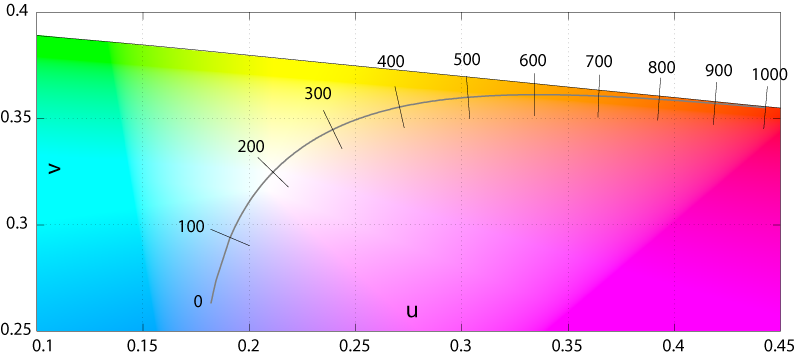
Reziproke Farbtemperatur in Mired

Zwischen Mired und der für die Farbtemperatur verwendeten Einheit Kelvin besteht folgende Beziehung:
{\displaystyle {\text{Mired-Wert}}={\frac {10^{6}}{\text{Farbtemperatur in Kelvin}}}}
Beispiel:
{\displaystyle 3400\,\mathrm {K} \,\,{\widehat {=}}\,\,\,294\,\mathrm {Mired} }
In der Praxis wird meist Dekamired verwendet, 1 Dekamired sind 10 Mired.

## Vorteile
In niedrigen Farbtemperaturbereichen sind Änderungen der Farbtemperatur vom menschlichen Auge deutlicher wahrnehmbar als in hohen: der Unterschied zwischen 3000 K und 4000 K (Mired-Differenz 83) ist deutlich sichtbar, der Unterschied zwischen 6000 K und 7000 K (Mired-Differenz 24) hingegen kaum erkennbar. Die Angabe der reziproken Farbtemperatur in Mired spiegelt  die Farbwahrnehmung daher besser wider.

## Verwendung in der Fotografie
In der Fotografie gibt ein Miredwert bzw. ein Mired-Verschiebungsfaktor die durch Konversionsfilter bewirkte Verschiebung der Farbtemperatur an. So entspricht z. B. die Wirkung eines Voll-Orangefilters von 6500 auf 3200 Kelvin einem Miredwert von +159.
{\displaystyle {\frac {10^{6}}{3200\,\mathrm {K} }}-{\frac {10^{6}}{6500\,\mathrm {K} }}=159\,\mathrm {Mired} }
Ein blauer Filter (für Tageslichtfilm bei Glühlampenlicht) hat entsprechend einen negativen Miredwert.